# Digallane
Le digallane est un composé gazeux de gallium et d'hydrogène de formule Ga2H6 et de structure moléculaire analogue à celle du diborane.

## Propriétés et structure
On a pu montrer par diffraction électronique que la conformation de la molécule de digallane est semblable à celle du diborane : deux unités GaH3 reliées entre elles par deux de leurs hydrogènes, à travers une liaison à trois centres et deux électrons pour chaque pont Ga-H-Ga. Les liaisons Ga-H terminales ont une longueur de 152 pm tandis que celles des ponts Ga-H-Ga ont une longueur de 171 pm avec un angle de 98°. La distance entre les deux atomes de gallium est de 258 pm.
À l'état solide, le digallane semble adopter une structure oligomérique ou polymérique : le spectre de vibration correspond au tétramère (GaH3)4.

## Préparation du digallane
On la réalise en deux étapes : d'abord par hydrogénation de trichlorure de gallium avec du triméthylsilane, puis par réducation avec du tétrahydrogallate de lithium ; le rendement est faible :
Ga2Cl6 + 4 Me3SiH → (H2GaCl)2 + 4 Me3SiCl
1/2 (H2GaCl)2 + LiGaH4 → Ga2H6 + LiCl
Le digallane est gazeux et se condense à −50 °C pour donner un solide blanc.

## Réactions et utilisations
Le digallane se décompose à température ambiante :
2 GaH3 → 2 Ga + 3 H2
Sa chimie est globalement semblable à celle du diborane.